# زیپ سیتی (آلاباما)
زیپ سیتی (به انگلیسی: Zip City) یک منطقهٔ مسکونی در ایالات متحده آمریکا است که در شهرستان لاودردیل، آلاباما واقع شده‌است. زیپ سیتی ۲۲۲ متر بالاتر از سطح دریا واقع شده‌است.